# Gustav Salomon Oppert
Gustav Salomon Oppert, född den 30 juli 1836 i Hamburg, död den 16 mars 1908 i Berlin, var en tysk sanskritist, bror till Julius Oppert.
Oppert var 1872-1893 professor i sanskrit i Madras och kom efter resor i Nordindien 1893-1894 tillbaka till Europa 1894. 
Bland hans skrifter må nämnas On the classification of languages (1879), On the weapons, army, organisation and political maxims of the ancient Hindoos (1880), Lists of sanskrit manuscripts in Southern India (2 band. 1880-1885), Contributions to the history of Southern India (1882) och On the original inhabitants of Bharatavarsha of India (1893). Han utgav Nitiprakāpikās (1882), Shukranitisāra (band I, text 1882) och Shākatāyanas grammatik (band I, 1893).